# Lubudia leleupi
Lubudia leleupi is een hooiwagen uit de familie Assamiidae.